# گریول
گریول (به انگلیسی: Greywell) یک روستا و محله مدنی در بریتانیا است که در Hart واقع شده‌است. گریول ۲۳۷ نفر جمعیت دارد.